# Jardín Botánico Montano de Badde Salighes
El Jardín Botánico Montano de Badde Salighes ( italiano : Il Giardino Botanico Montano di Badde Salighes) es un jardín botánico que se ha acondicionado en la antigua villa residencial Villa Piercy, en Bolotana, Italia. 
El código de reconocimiento internacional del "Il Giardino Botanico Montano di Badde Salighes" como institución botánica (en el Botanical Gardens Conservation International BGCI), así como las siglas de su herbario es BTANA.

## Localización
Se ubica en la montaña en la cadena montañosa de Marghine.
Il Giardino Botanico Montano di Badde Salighes Badde Salighes (valle dei salici), Bolotana, Provincia di Nuoro, Sardegna, Italia.
Planos y vistas satelitales.40°21′1″N 8°52′46″O / 40.35028, -8.87944
Se encuentra abierto en los meses cálidos del año.

## Historia
La construcción de la villa se efectuó en el periodo comprendido entre el 1879 y el 1882. Perteneció al ingeniero galés Benjamin Piercy, que la habitó con su familia cuando fue trasladado a Cerdeña con el encargo de proyectar y dirigir las obras de construcción de la red ferroviaria de la isla.
La villa y el jardín formaban parte de una propiedad que se encontraba, tras las montañas del Marghine en la meseta "altopiano di Campeda", con una superficie de unas 3.700 hectáreas. Benjamin Piercy quiso realizar una moderna hacienda agrícola al servicio de la cual trabajaba un numeroso personal que se alojaban, junto con sus familias, en los poblados de Badde Salighes y Padru Mannu. en este último se encontraba un lechería, cuya producción podía ser transportada a Cagliari gracias al tren, que se encontraba en la vecina estación de Campeda. En la aldea de Padru Mannu había también una pequeña iglesia, dedicada al Sacro Cuore.
Después de un largo periodo de abandono, en el 2007 terminaron las labores de restauración del edificio. A lo que siguió la realización de un jardín botánico, una xiloteca, un herbario y otras estructuras que forman parte del "parco naturale regionale del Marghine-Goceano".

## El jardín

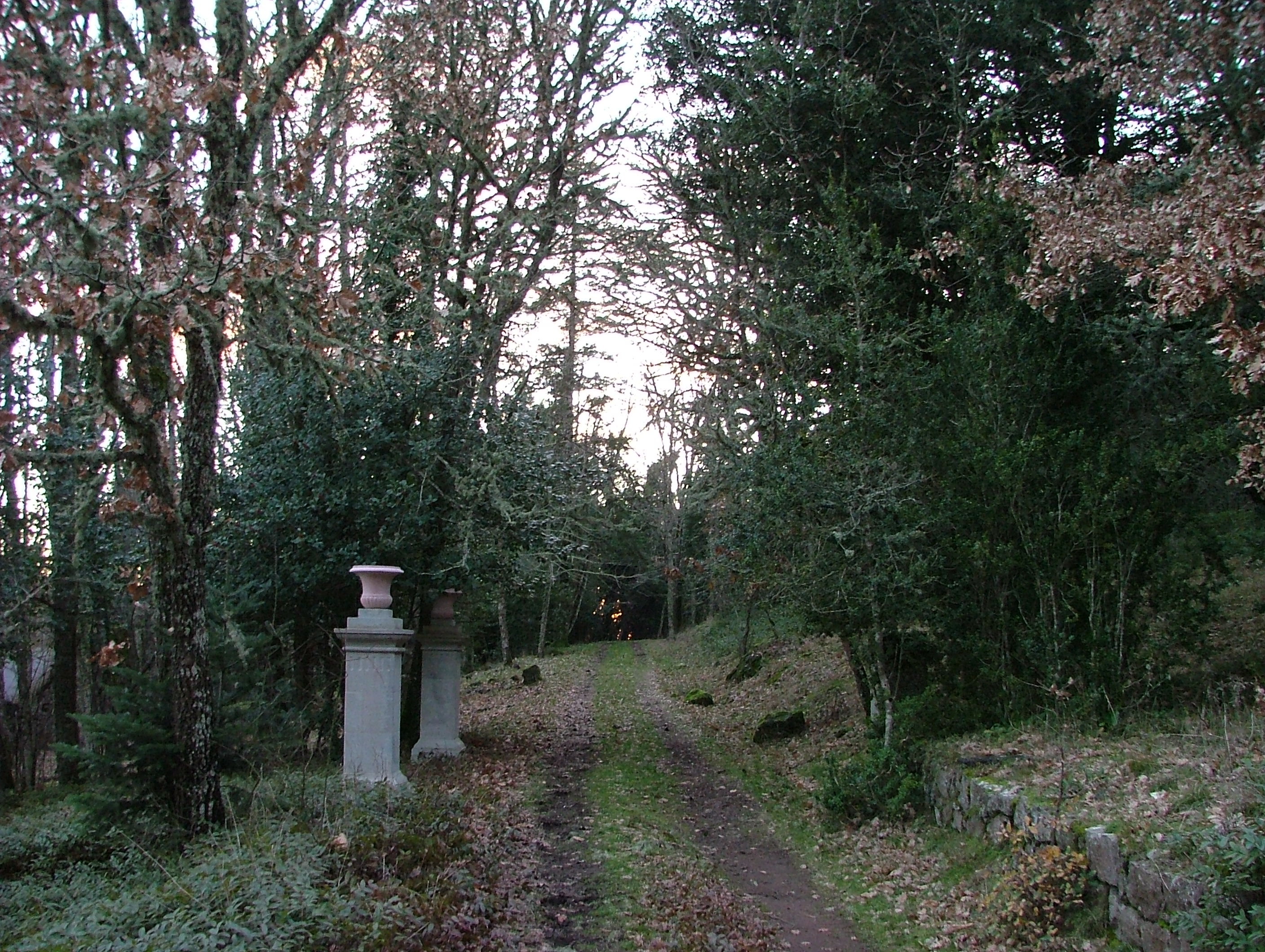
Un sendero en el jardín de Villa Piercy, Badde Salighes.

En torno a la villa con una superficie de cuatro hectáreas, un jardín en estilo inglés en el cual el propietario plantó numerosas especies vegetales exóticas, que traía a la vuelta de sus numerosos viajes por diversos países de todo el mundo. Así junto con las especies autóctonas de la zona, formada de robles (Quercus pubescens), encinas (Quercus ilex), castaños (Castanea sativa), acebos (Ilex aquifolium), tejos (Taxus baccata) y aceres (Acer monspessulanum), que se encuentran conviviendo con especies como la tuya de los Himalayas (Cedrus deodara pendula), el ciprés de Lawson (Chamaecyparis lawsoniana), el libocedro (Libocedrus decurrens), el boj de las Baleares (Buxus balearica) y el abeto andaluz (Abies pinsapo). Merece una mención particular el boj de las Baleares que se encuentra modelado para la formación de un túnel, considerado entre los más largos de Italia.